# 众神之战
《众神之战》是福州天盟数码有限公司开发的MMORPG类型的网络游戏。

## 游戏内容

### 游戏背景
游戏背景设置在古希腊，以希腊神话为背景。游戏分为雅典和斯巴达两个阵营供玩家选择。

### 游戏职业
- 战士
- 斗士
- 法师
- 祭司[2]

## 游戏运营
游戏在中国大陆已停止运营。
截至2018年1月29日，游戏仅官网（zs.176.com）仍可访问，但其网页内容与176.com一致（并且该页面中仍显示此游戏处于“运营中”）。
目前仅IGG.COM仍维持运营此游戏。